# Saman Abdewali
Saman Abdewali (pers. ‏سامان عبدولی‎; ur. 13 kwietnia 1991) – irański zapaśnik walczący w stylu klasycznym. Wicemistrz Azji w 2016, a trzeci w 2017 i 2019. Srebrny medalista wojskowych MŚ w 2013. Pierwszy w Pucharze Świata w 2016 i trzeci w 2017. Wicemistrz świata juniorów w 2011, mistrz Azji juniorów w 2011 roku.